# Lobochilotes labiatus
Lobochilotes labiatus – gatunek słodkowodnej ryby z rodziny pielęgnicowatych (Cichlidae), jedyny przedstawiciel rodzaju Lobochilotes. Hodowana w akwariach.

## Występowanie
Gatunek endemiczny jeziora Tanganika w Afryce Wschodniej. Występuje pospolicie w wodach jeziora i w deltach wpływających do niego rzek, nad dnem skalistym, najliczniej na głębokości około 3,5 m, ale spotykany jest w wodach o głębokości do 40 m.

## Opis
Jest jednym z największych gatunków pielęgnic tanganikańskich – dorasta do około 36 cm długości. Gatunek wszystkożerny, zjada różne bezkręgowce, larwy owadów, kraby, okrzemki, małże i szczątki roślinne. Jest pyszczakiem. Młode inkubuje samica.